# Josefee

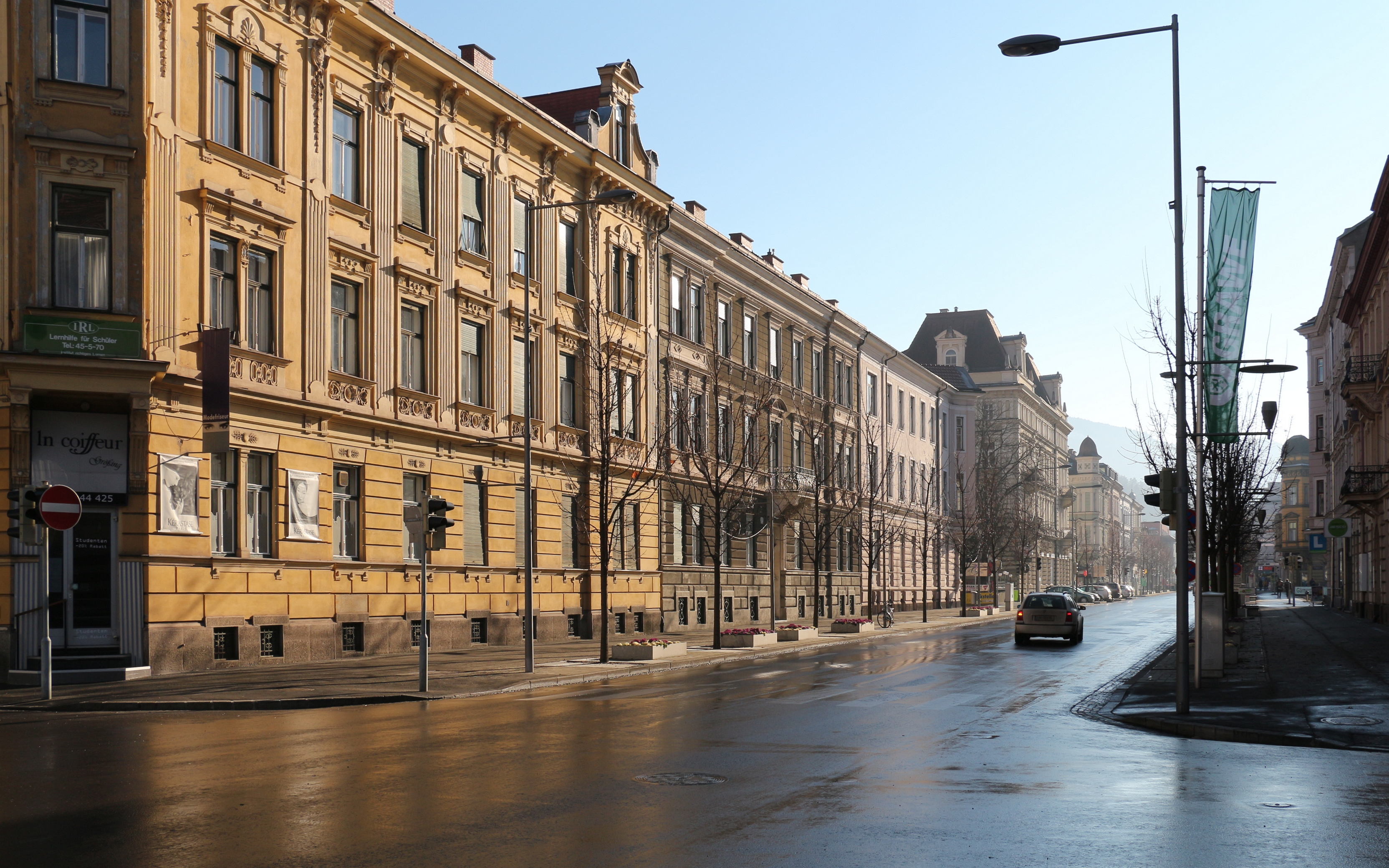
Die Franz-Josef-Straße, zentrale Achse des Viertels

Josefee ist ein Stadtviertel in der Innenstadt der steirischen Bezirkshauptstadt Leoben. Das Ende des 19. Jahrhunderts entstandene Viertel weist in einer Anordnung von vier mal drei Häuserblocks großteils Wohn- und Geschäftshäuser auf.

## Geschichte
Das Josefee entstand am vorher landwirtschaftlich genutzten Josephsfeld, das seinerseits nach dem Josepheum, einem Kapellenbau aus dem 17. Jahrhundert benannt war. Ferner gab es im nordöstlichen Bereich (in der heutigen Jahnstraße) den Josephshof, der von den Jesuiten als Pensionat gegründet wurde und später als Kaserne, Spital und Miethaus diente. Er wurde 1973 abgebrochen.
1868 wurde Leoben ans Eisenbahnnetz angeschlossen. Der Bahnhof befindet sich auf der anderen Murseite und wurde mittels einer Straßenbrücke mit der kleinen Altstadt um den Hauptplatz verbunden. Nach 1889 wurde das Viertel als Verbindung zwischen Bahnhof und Altstadt planmäßig angelegt. Es hat Rasterform mit der Franz-Josef-Straße als Hauptachse, die die Kaiserfeldgasse, Roseggerstraßeund Max-Tendler-Straße rechtwinkelig kreuzt. Die südliche Begrenzung bildet die Erzherzog-Johann-Straße, die östliche die Parkstraße, zu der das dichtbebaute Gebiet aber nur punktuell reicht. Eine Nebenachse parallel zur Franz-Josef-Straße ist die Peter-Tunner-Straße, die das Gebiet begrenzt – an deren ungeraden (westlichen) Seite gibt es überwiegend neuere Bauten. Zwischen Roseggerstraße und Max-Tendler-Straße wurde eine Grünfläche in der Größe eines Häuserblocks angelegt, der Gärnerpark.
Mit der Anlage der Erzherzog-Johann-Straße wurde auch die nordwestliche Häuserzeile der Altstadt mit der alten Stadtmauer über weite Teile abgebrochen.

## Bebauung
Bedingt durch die planmäßige Entstehung sind die Wohnbauten relativ einheitlich in späthistoristischem Stil gestaltet, die Fassaden sind in Neorenaissance, teilweise auch in Neobarock gehalten. Nur in den Seitengassen findet man vereinzelt Gebäude, deren Fassaden bereits secessionistisch beeinflusst sind. Die Häuser sind einheitlich dreigeschoßig, die Eckhäuser haben – insbesondere in der Franz-Josef-Straße – häufig überhöhte Eckerker.
Die Einheitlichkeit der Anlage bedingt, dass es kaum hervorstechende Gebäude gibt. Hervorzuheben ist das ehemalige Hotel Baumann, das mit seinen Eckrisaliten fast die gesamte Front des Häuserblocks zur Franz-Josef-Straße (Nr. 10) einnimmt und auch durch die Lage gegenüber dem Park repräsentativ hervorgehoben ist. Eine größere Struktur ist auch der vier Parzellen einnehmende Kremplhof (Roseggerstraße 7, 9, 11 sowie Peter-Tunner-Straße 7), der einen überkuppelten Eckrisaliten aufweist. Bauherr war der Fabrikant Ludwig Krempl, Architekt war Josef Hötzl. Ein westlicher Eckpunkt der Bebauung ist die 1905 errichtete Volks- und Hauptschule am Anfang der Erzherzog-Johann-Straße. Einen nördlichen Eckpunkt bildet die ehemalige Landwehrkaserne (Peter-Tunner-Straße 27), die später als Wohnhaus genutzt wurde und nunmehr als Technologietransferzentrum der Montanuniversität fungiert.
An den Rändern des Gebiets ist die Bebauung lückenhaft durchgeführt worden bzw. nicht zur Gänze erhalten. Auch löst sich die Blockrandbebauung auf, vor allem in der westlichen Roseggerstraße und an der Parkstraße befinden sich Ein- und Zweifamilienhäuser bzw. Villen, die großteils aus der Zeit um 1910 stammen. Um 1970 wurde das Parkareal zwischen nordöstlicher Stadtmauer und Parkstraße zu einem Busbahnhof gemacht, der mit der Errichtung des Leoben City Shopping Mitte der 2000er Jahre umgestaltet und um ein kurzes Stück verlegt wurde.

### Hauptgebäude der Montanuniversität Leoben
Zentrales Bauwerk des Viertels ist das 1909/1910 errichtete Hauptgebäude der Montanuniversität, das allerdings seit den 1970ern Richtung Nordosten von neueren Gebäuden flankiert wird. Es ist ein neobarocker, viergeschoßiger Baublock um einen zentralen Innenhof, der durch Mittel- und Eckrisalite gegliedert ist. Die Sockelzone ist rustiziert. Der Mittelrisalit der Hauptfassade umfasst fünf Achsen, ist durch korinthische Riesenpilaster gegliedert, und hat einen mit Vasen flankierten Dreiecksgiebel mit Doppeladler-Relief als Abschluss.

### Evangelische Gustav-Adolf-Kirche
Die Kirche bildet den nördlichen Abschluss des Viertels (Ignaz-Buchmüller-Platz) und befindet sich bereits in unmittelbarer Nähe der Murbrücke gegenüber dem Bahnhof. Sie wurde 1908/09 von Clemens Kattner in einem freien späthistoristischen Stil mit romanischen Anklängen errichtet. Der mächtige, spitzbehelmte Turm weist Richtung Südosten in die Franz-Josef-Straße. Mit dieser Kirche wurde auch ein Kontrapunkt zur katholischen und ehemals jesuitischen Stadtpfarrkirche gesetzt.
Galerie

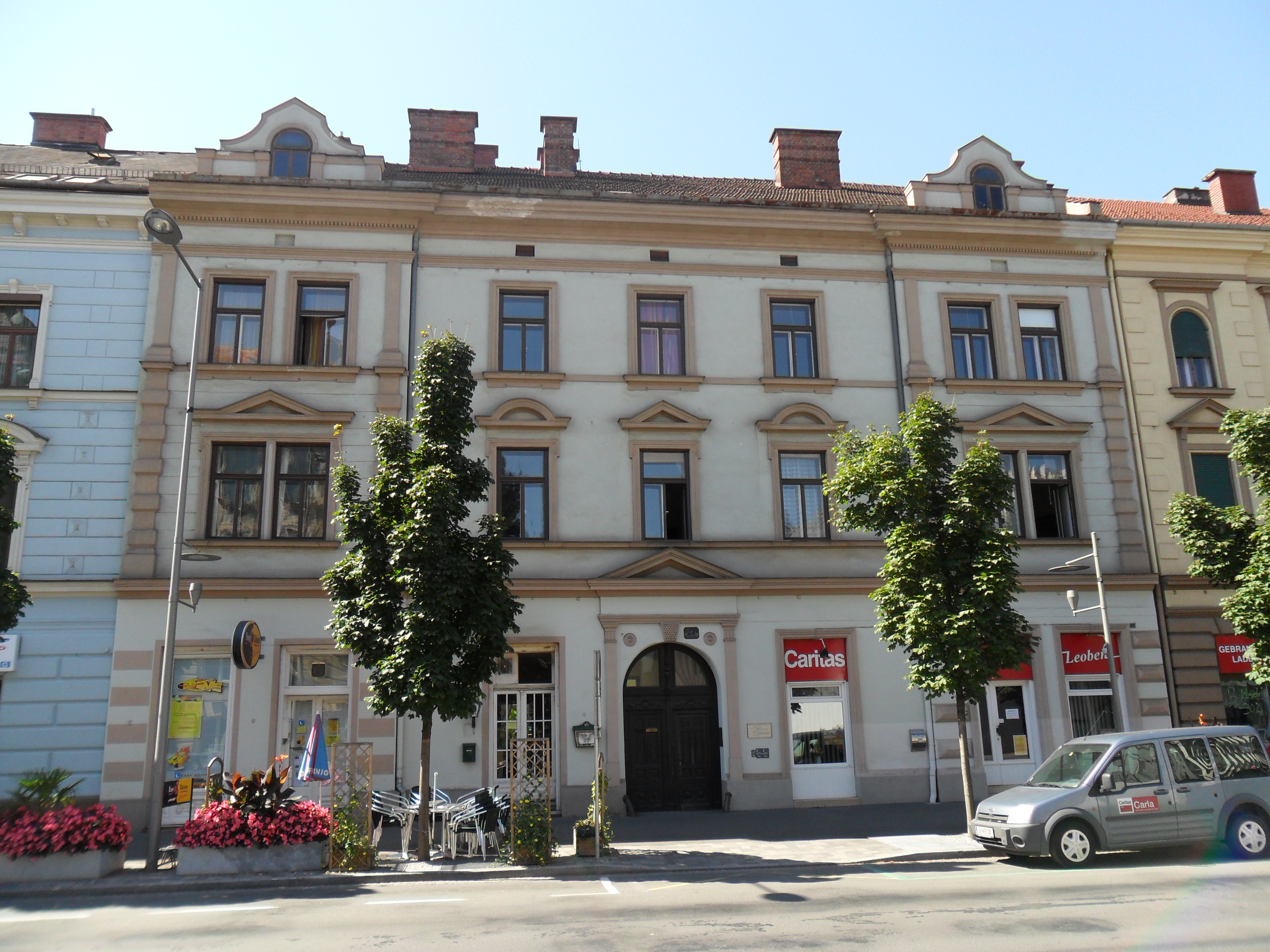
Ein typisches Haus in der Mitte eines Blocks (Franz-Josef-Straße 21)
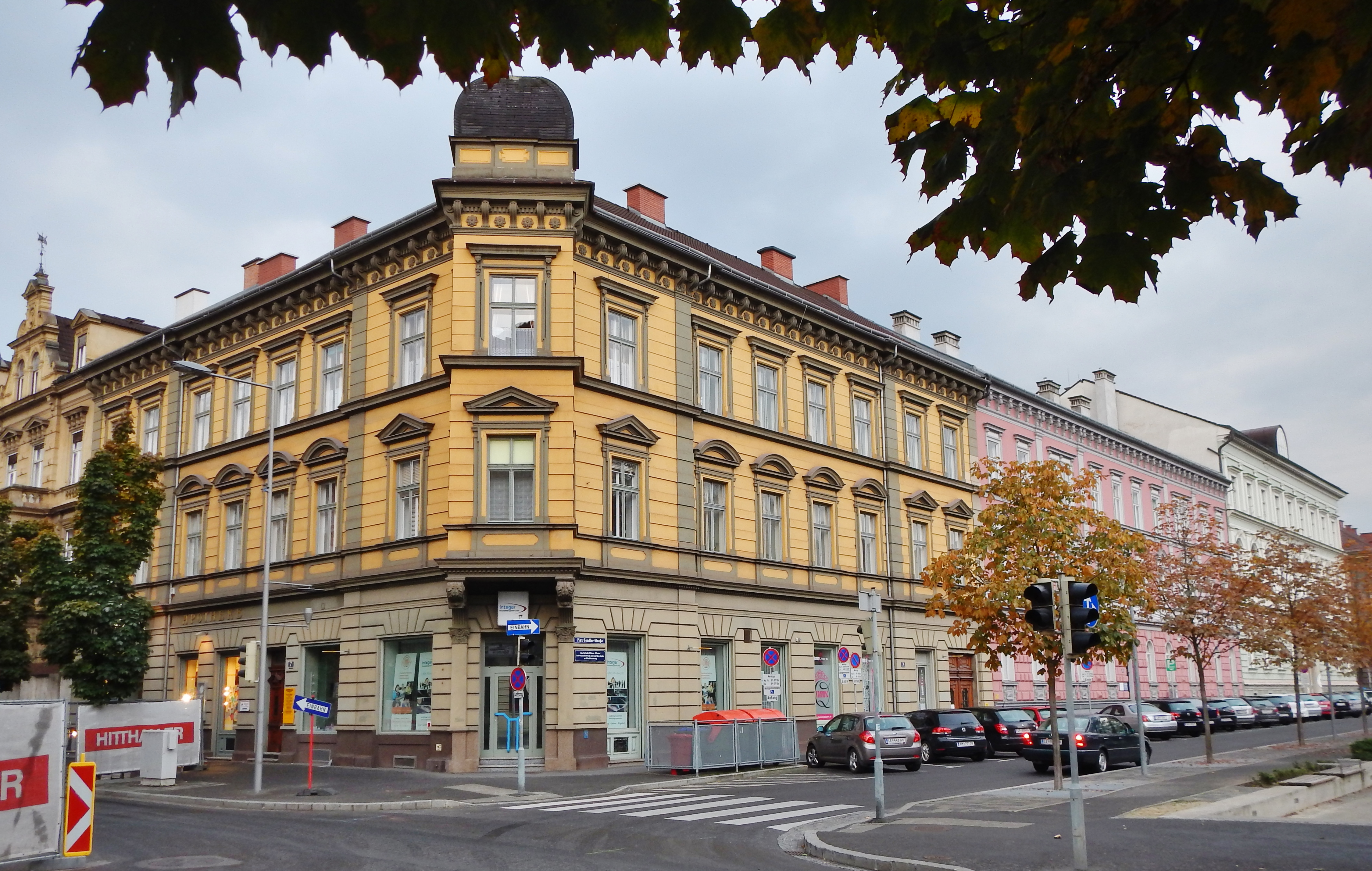
Ein Eckhaus mit überhöhtem Erker (Franz-Josef-Straße 7)
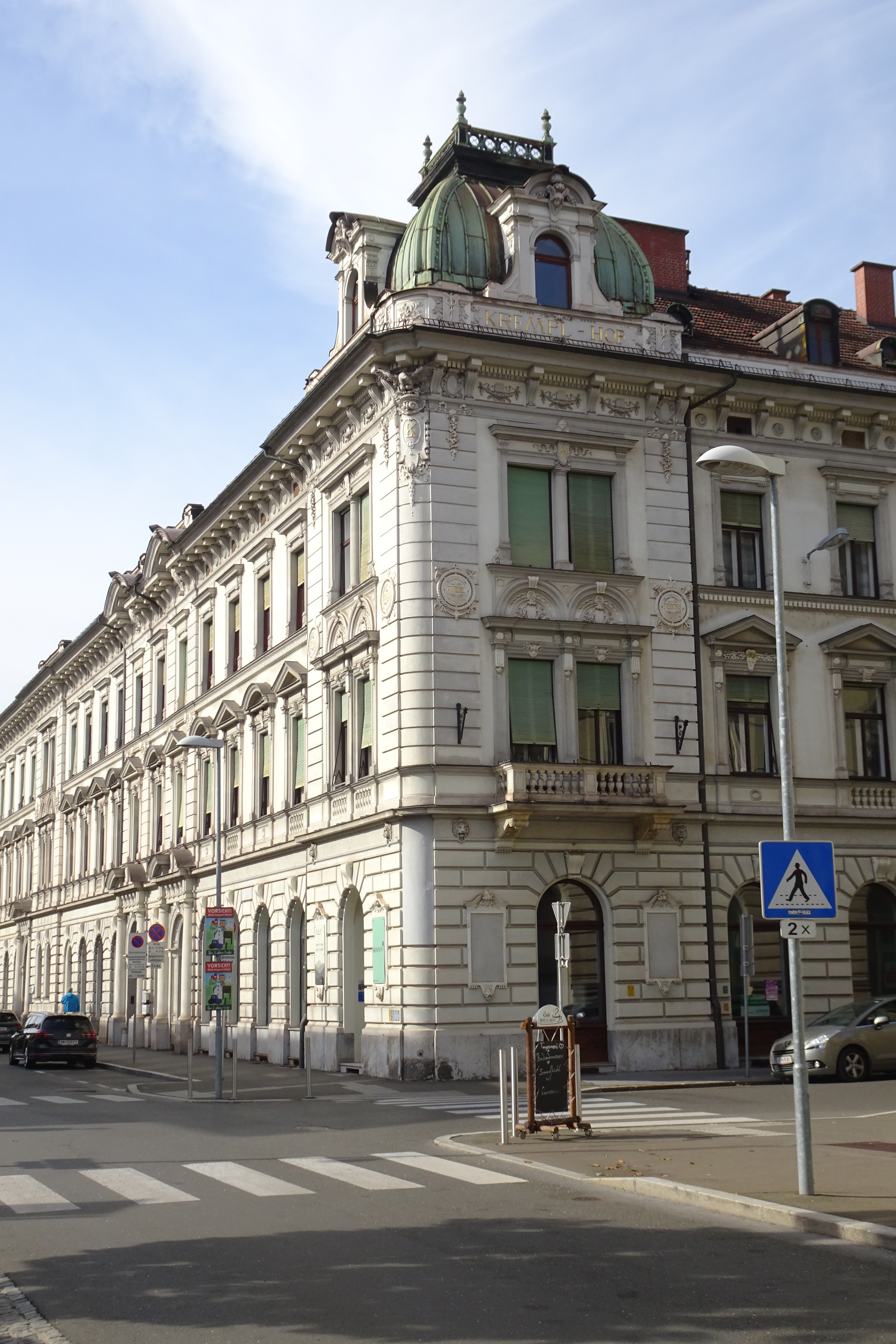
Der Kremplhof
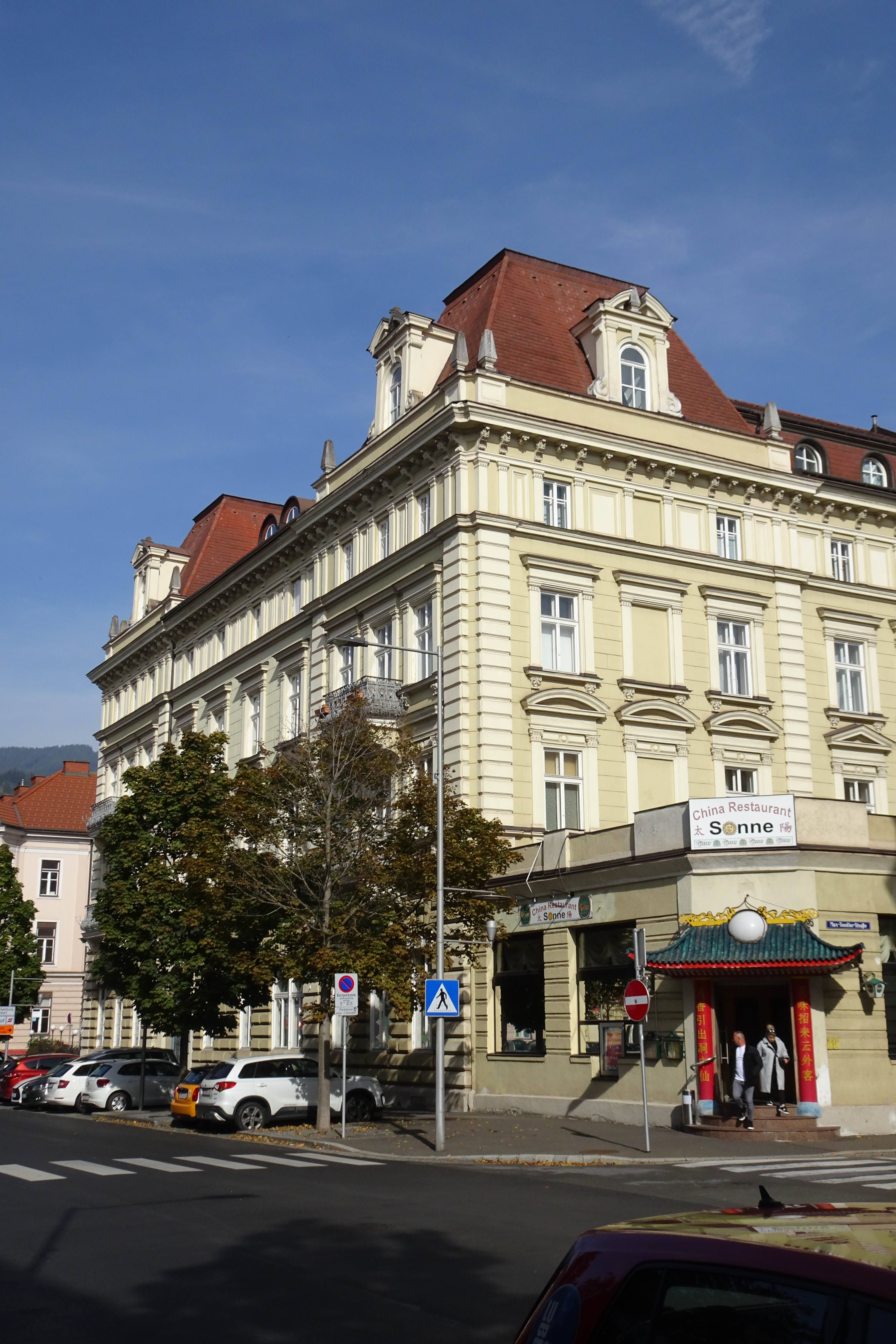
Das ehemalige Hotel Baumann
Das Hauptgebäude der Montanuniversität
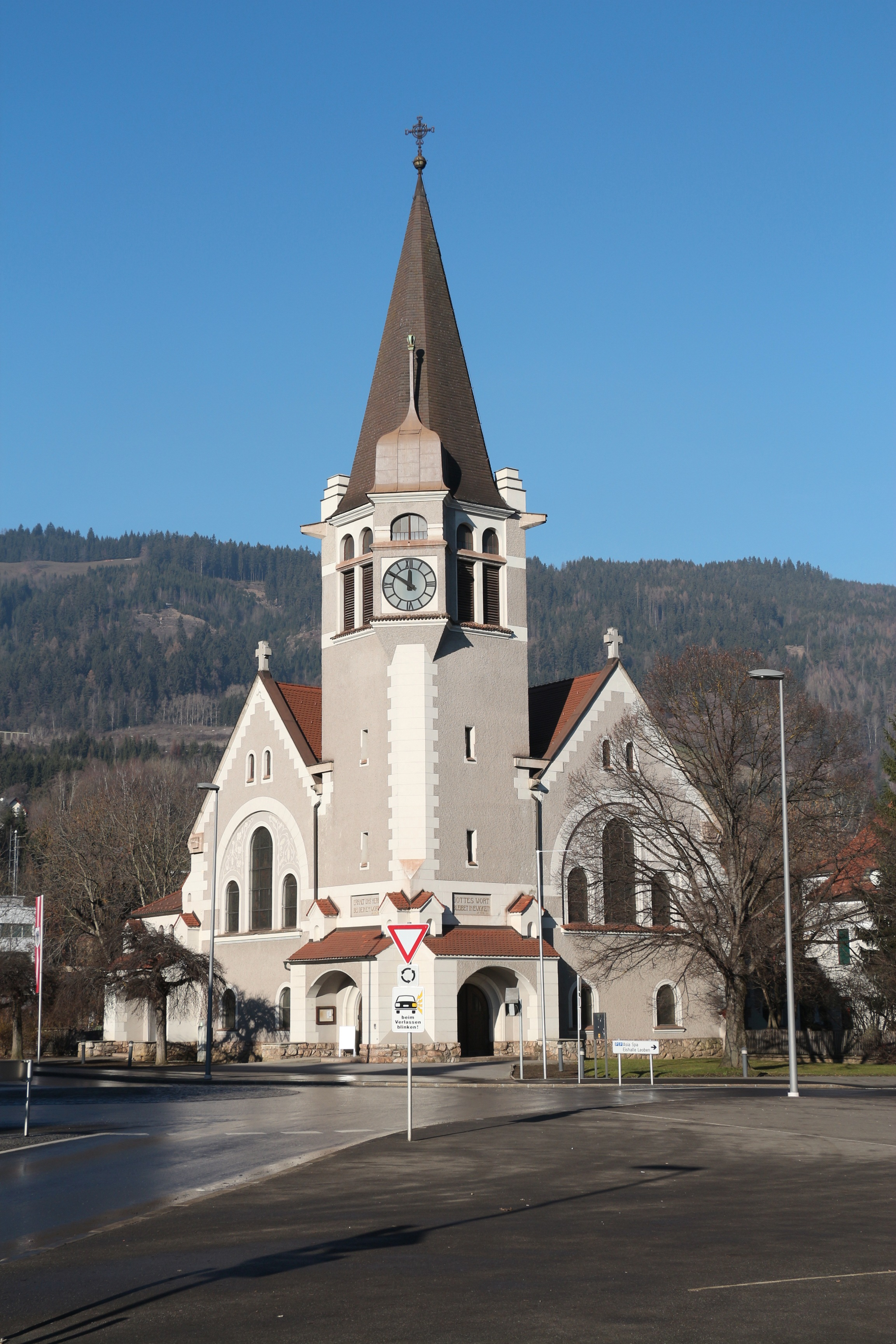
Die Gustav-Adolf-Kirche

## Verkehr
Bis in die 1980er Jahre hatte die zentrale Franz-Josef-Straße die große Verkehrslast zwischen Stadtzentrum (Hauptplatz) und Bahnhof zu tragen, zumal der Ost-West-Durchzugsverkehr durch die Stadt bis dahin über den Hauptplatz führte. Mit der Errichtung einer neuen, am historischen Stadtkern vorbeiführenden Trasse wurde auch der Verkehr durch das Josefee zu einem Gutteil umgelenkt, sodass das Viertel heute vergleichsweise verkehrsberuhigt wirkt. Mit dazu beigetragen hat auch die Tatsache, dass infolge wirtschaftlicher Veränderungen in den letzten Jahrzehnten des 20. Jahrhunderts ein Drittel der Bewohner der Stadt überhaupt abgewandert ist.
Städtische und Regionalbuslinien führen weiterhin durch die Franz-Josef-Straße; beim Hauptgebäude der Montanuniversität gibt es eine Haltestelle.